# Lectina do tipo C
Uma lectina tipo C (CLEC) é um tipo de domínio proteico de ligação a carboidratos de proteínas lectinas. A designação tipo C refere-se ao seu requisito de cálcio para ligar-se. As proteínas que contêm domínios de lectina tipo C apresentam uma gama diversificada de funções incluindo a adesão célula a célula, resposta imune a patógenos e apoptose.

## Clasificação
Drickamer et al. classificaram as lectinas tipo C em 7 subgrupos (do I ao VII) baseando-se na ordem de vários domínios proteicos em cada proteína. Esta classificação foi posteriormente actualizada em 2002, juntando-se a ela sete subgrupos adicionais (do VIII ao XIV). Mais recentemente, juntaram-se mais três subgrupos (do XV ao XVII).
| Grupo | Nome                                    | Domínios associados                     |
| ----- | --------------------------------------- | --------------------------------------- |
| I     | Lecticanas                              | EGF, domínios Sushi Ig e Link           |
| II    | Asialoglicoproteína e receptores DC     | Nenhum                                  |
| III   | Colectinas                              | Nenhum                                  |
| IV    | Selectinas                              | domínios Sushi e EGF                    |
| V     | receptores da célula NK                 | Nenhum                                  |
| VI    | receptores endocíticos multi CTLD       | domínios FnII e Ricin                   |
| VII   | grupo Reg                               | Nenhum                                  |
| VIII  | Condrolectina, Layilina                 | Nenhum                                  |
| IX    | Tetranectina                            | Nenhum                                  |
| X     | Policistina                             | domínios WSC, REJ, PKD                  |
| XI    | Atractina (ATRN)                        | domínios PSI, EGF e CUB                 |
| XII   | Proteína básica maior eosinófila (EMBP) | Nenhum                                  |
| XIII  | DGCR2                                   | Nenhum                                  |
| XIV   | Trombomodulina, CD93, CD248             | dominio EGF                             |
| XV    | Bimlec                                  | Nenhum                                  |
| XVI   | SEEC                                    | dominios SCP e EGF                      |
| XVII  | CBCP/Frem1/QBRICK                       | dominios de repetições CSPG e CalX-beta |

Entre os CLEC estão os seguintes:
- CLEC1A, CLEC1B
- CLEC2A, CLEC2B, CD69 (CLEC2C), CLEC2D, CLEC2L
- CLEC3A, CLEC3B
- CLEC4A, CLEC4C, CLEC4D, CLEC4E, CLEC4F, CLEC4G, ASGR1 (CLEC4H1), ASGR2 (CLEC4H2), FCER2 (CLEC4J), CD207 (CLEC4K), CD209 (CLEC4L), CLEC4M
- CLEC5A
- CLEC6A
- CLEC7A
- OLR1 (CLEC8A)
- CLEC9A
- CLEC10A
- CLEC11A
- CLEC12A, CLEC12B
- CD302 (CLEC13A), LY75 (CLEC13B), PLA2R1 (CLEC13C), MRC1 (CLEC13D), MRC2 (CLEC13E)
- CLEC14A
- CLEC16A
- CLEC17A

Os "receptores de tipo lectina da célula NK" estão muito estreitamente relacionados com este grupo:
- KLRA1
- KLRB1 (CLEC5B)
- KLRC1, KLRC2, KLRC3, KLRC4
- KLRD1
- KLRF1 (CLEC5C)
- KLRG1 (CLEC15A), KLRG2 (CLEC15B)
- KLRK1

Outras proteínas que contêm este domínio são:
- AGC1; ATRNL1
- BCAN
- CD248; CD72; CD93; CHODL; CL-K1-Ia; CL-K1-Ib; CL-K1-Ic; CLECSF5; COLEC10; COLEC11; COLEC12; CSPG3
- FCER2; FREM1; HBXBP;
- LAYN; LOC348174; LOC728276
- MAFA; MBL2; MGC34761; MICL; MRC1L1
- OLR1
- PAP; PKD1; PKD1L2; PLA2R1; PRG2; PRG3
- REG1A; REG1B; REG3A; REG3G; REG4
- SELE; SELL; SELP; SFTPA1; SFTPA2; SFTPA2B; SFTPD; SRCL
- THBD
- VCAN